# Kotijärvi (Gällivare socken, Lappland, 749387-169553)
Kotijärvi är en sjö i Gällivare kommun i Lappland och ingår i Kalixälvens huvudavrinningsområde. Sjön har en area på 0,814 kvadratkilometer och ligger 496,9 meter över havet. Kotijärvi ligger i Lina fjällurskog Natura 2000-område.

## Delavrinningsområde
Kotijärvi ingår i det delavrinningsområde (749376-169471) som SMHI kallar för Utloppet av Kotijärvi. Medelhöjden är 510 meter över havet och ytan är 2,77 kvadratkilometer. Det finns inga avrinningsområden uppströms utan avrinningsområdet är högsta punkten. Vattendraget som avvattnar avrinningsområdet har biflödesordning 3, vilket innebär att vattnet flödar genom totalt 3 vattendrag innan det når havet efter 316 kilometer. Avrinningsområdet består mestadels av skog (57 procent) och sankmarker (14 procent). Avrinningsområdet har 0,81 kvadratkilometer vattenytor vilket ger det en sjöprocent på 29,4 procent.